# Fläckuggla
Fläckuggla (Strix occidentalis) är en nordamerikansk uggla inom ordningen ugglefåglar.

## Kännetecken

### Utseende
Fläckugglan är en medelstor (41–48 cm) och rätt satt uggla. Fjäderdräkten är övervägande brun med vita fläckar. Jämfört med västligare och nordligare kråsugglan är den mörkare med fläckad, ej längsstreckad buk. Ögonen är mörka. De olika populationerna skiljer sig något åt i färgsättningen, där nordliga fåglar är mörkare och sydliga ljusare.

### Läten
Revirklätet är ett vittljudande hoande eller skällande med tydlig rytm, i engelsk litteratur återgivet "whup, hoo-hoo hooooo". Från honan hörs en stigande nasal vissling.

## Utbredning och systematik
Fläckuggla delas in i tre underarter med följande utbredning:
- Strix occidentalis caurina – förekommer i tempererade skogar från södra British Columbia söderut till kustbergen i norra Kalifornien (till Marin County)
- Strix occidentalis occidentalis – förekommer på västra sidan av Sierra Nevada i Kalifornien och från Monterey County söderut till San Diego County; tidigare även i norra Baja California, i Sierra San Pedro Mártir, där den numera är utgången
- Strix occidentalis lucida – förekommer i bergsområden från sydvästra USA till Michoacán och Guanajuato i centrala Mexiko

Vissa urskiljer även underarten juanaphillipsae med utbredning i centrala Mexiko samt huachucae från sydvästra USA (norra Arizona, sydöstra Utah och södra Colorado) söderut till norra Mexiko (östra Sonora och Chihuahua).
Genetiska studier visar att caurina och nominatformen utgör två distinkta grupper med endast begränsad hybridisering, varför de kan utgöra två olika arter. Likaså har lucida föreslagits utgöra en egen art med tanke på mycket ljusare fjäderdräkt. Hybridisering har också konstaterats med kråsugglan.

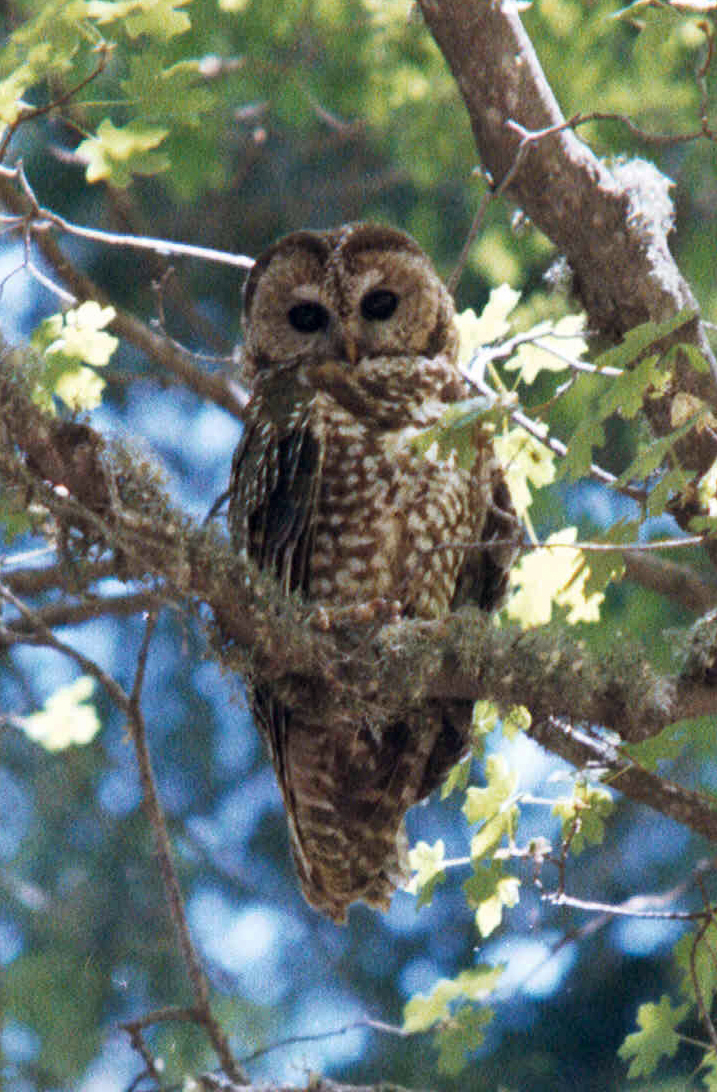
Fläckuggla av underarten lucida.

## Levnadssätt
Fläckugglan hittas i kanjoner med ekar och barrträd. Liksom de flesta andra Strix-ugglor är den strikt nattlevande och tillbringar dagen med att vila i ett träd. Födan består av små och medelstora däggdjur. Den häckar mellan mars och juni.

## Status och hot
Fläckugglan är en fåtalig fågel som minskar i antal till följd av det moderna skogsbruket. 2004 uppskattades beståndet till endast 15 000 vuxna individer, men den har troligen minskat i antal sedan dess. Minskningstakten varierar dock geografiskt, där vissa populationer minskar kraftigt, andra är stabila och några ökar till och med i antal. IUCN kategoriserar därför arten som nära hotad.